# Gary Yourofsky
Gary Yourofsky (Detroit, 19 de agosto de 1970) é um ativista e conferencista dos direitos dos animais estadunidense. Ele teve uma grande influência no veganismo contemporâneo.
Yourofsky foi patrocinado pela People for the Ethical Treatment of Animals (PETA) entre os anos de 2002–2005, e deu muitas palestras públicas promovendo o veganismo. Em 2010, a popularidade de Yourofsky acelerou rapidamente em todo o mundo (especialmente em Israel) após o lançamento de um vídeo no YouTube dele fazendo um discurso no Instituto de Tecnologia da Geórgia, já que o vídeo ganhou milhões de visualizações e tem sido traduzido para dezenas de idiomas diferentes. Yourofsky foi admirado por muitos e criticado por outros por suas alegadas opiniões extremas. Ele foi preso 13 vezes entre os anos de 1997–2001 e passou 77 dias em uma prisão de segurança máxima canadense em 1999, depois de invadir uma fazenda de peles no Canadá e libertar 1 542 visons em 1997. Ele também está permanentemente proibido de entrar no Canadá e no Reino Unido.
Em 30 de março de 2017, Yourofsky anunciou o fim de sua vida de ativista em sua página do Facebook, afirmando: "Meu tanque está completamente vazio, então não estarei mais online ou ativo em qualquer função além de ajudar alunos em projetos de direitos dos animais e responder e-mails de pessoas que estão começando suas jornadas veganas".

## Vida pessoal
Yourofsky nasceu em uma família judia em Detroit, Michigan, Estados Unidos. Ele cresceu em Oak Park. Yourofsky tem "uma tatuagem gigante de si mesmo, usando uma máscara e segurando um coelho, cobrindo a maior parte de seu antebraço direito".
Em uma entrevista de 2013, Yourofsky se descreveu como tendo sido um "desordeiro" no ensino médio. Ele lembrou que não se matriculou em nenhuma aula de matemática durante os quatro anos inteiros, em desacordo deliberado com os requisitos; no final de seu último ano, ele desafiou a diretora a retê-lo, mas ela aprovou sua formatura. Ele têm bacharelado em jornalismo pela Universidade de Oakland e se formou em radiodifusão pela Specs Howard School of Media Arts.

## Defesa dos direitos dos animais

### 1996–2001: primeiros anos como ativista
Em 1996, Yourofsky fundou a Animals Deserve Absolute Protection Today and Tomorrow (ADAPTT), uma organização vegana que se opunha a qualquer uso de animais. Em 2001, a organização tinha cerca de 2 200 membros.
Em 30 de março de 1997, Yourofsky, ao lado de 4 membros da Animal Liberation Front (ALF), invadiu uma fazenda de peles em Blenheim, Ontário, Canadá, e libertou 1 542 visons, que iriam ser mortos por sua pele. O ataque causou danos estimados em C$ 500 000 à fazenda. Ele foi preso, julgado e condenado a seis meses em uma prisão de segurança máxima canadense em 1999. Dos seis meses, Yourofsky passou 77 dias na prisão. A experiência afetou Yourofsky, que disse que "[ele] não era mais do que um animal no zoológico. Não foi agradável”, e que reforçou “[sua] empatia e compreensão pelo que esses animais passam”.
No outono de 2000, Yourofsky recebeu U$ 10 000 da PETA para financiar a transmissão de um anúncio contra "a empresa de escravatura animal conhecida como o circo". O comercial foi transmitido 69 vezes em um canal de televisão local.
Em 2001, Yourofsky começou a enfrentar problemas financeiros, como dívidas de cartão de crédito de US$ 30 000, que limitaram seu ativismo por três meses de 2001.

### 2002–2005: patrocínio da PETA
No início de 2002, Yourofsky renunciou ao cargo de presidente da ADAPTT, devido a problemas financeiros. Um dia depois de enviar sua carta de demissão, ele recebeu um telefonema de Ingrid Newkirk, presidente da PETA, que lhe ofereceu um emprego. As negociações de emprego entre os dois foram concluídas em 20 de maio de 2002, com Yourofsky sendo nomeado conferencista nacional oficial da organização.
Em 2002, Yourofsky disse a um repórter que "apoiaria inequivocamente" a morte de pesquisadores médicos em incêndios criminosos relacionados à ALF.
Em 2003, uma palestra de Yourofsky na East Tennessee State University foi cancelada como resultado de uma altercação. Um membro do corpo docente colocou uma pilha de panfletos em apoio aos testes em animais em um carrinho fora da sala de aula. Depois que Yourofsky viu os panfletos, palavras acaloradas foram trocadas. Yourofsky agarrou o carrinho e o impulsionou, fazendo com que os panfletos se espalhassem pelo chão. A palestra foi cancelada e Yourofsky deixou o prédio.

### 2005–presente: saindo da PETA e continuando o ativismo
Yourofsky foi convidado a dar uma palestra sobre "Veganismo Ético" para uma classe na University of Southern Indiana em 2 de abril de 2007. O manual da universidade continha uma cláusula de que palestrantes externos "não deveriam defender a violação de qualquer lei federal ou estadual", e um professor da universidade apresentou material do site de Yourofsky que ele descobriu estar infringindo essa política para o reitor da universidade, resultando no cancelamento da palestra de Yourofsky. Após objeções dos defensores da liberdade de expressão na escola, a política foi revisada e Yourofsky deu sua palestra.
Parte do conhecido discurso de Yourofsky sobre o veganismo foi destaque no filme antiespecismo de 2012, The Superior Human?.
Yourofsky visitou Israel em setembro de 2012 e foi entrevistado pelo Canal 2 da televisão israelense. As palestras programadas para Yourofsky em escolas públicas foram canceladas pelo Ministério da Educação de Israel. O ganhador do Prêmio Nobel JM Coetzee comentou: "As crianças são naturalmente sensíveis. Eas podem ser facilmente chocadas e perturbadas por espetáculos de crueldade grosseira. É portanto compreensível que as autoridades educativas em Israel estejam relutantes em permitir o acesso à sala de aula a defensores dos animais como o Sr. Yourofsky. Por outro lado, pode-se argumentar que o tratamento aos animais pela indústria alimentícia é tão excessivamente cruel, e uma afronta à justiça natural, que nós que, pelo nosso silêncio, consentimos tacitamente com estes ultrajes, merecemos ser chocados do nosso sono. No longo prazo, o Sr. Yourofsky pode muito bem estar nos prestando um serviço moral maior ao nos confrontar, incluindo os mais sensíveis de nós, pelo espetáculo dos crimes de que participamos".
O site de Yourofsky afirma que ele deu 2 388 palestras para mais de 60 000 pessoas em 178 escolas.

### Controvérsias
Em uma entrevista de 2005, Yourofsky criticou a Humane Society of the United States, as estratégias utilizadas pela PETA e sua presidente, Ingrid Newkirk. Yourofsky foi criticado por usar termos como "campos de concentração", "caminhões de campos de concentração" e " Holocausto" em comparação com a indústria de carne e animais. Yourofsky foi proibido de entrar no Canadá e na Grã-Bretanha como resultado de seu ativismo, que incluía libertar visons mantidos em cativeiro para abate em uma fazenda de peles no Canadá.